# Nordleda
Nordleda (niederdeutsch De Lee) ist eine Gemeinde im Land Hadeln im niedersächsischen Landkreis Cuxhaven. Sie ist Gründungsmitglied der Samtgemeinde Land Hadeln.

## Geografie

### Lage
Nordleda liegt im Niederelbegebiet.

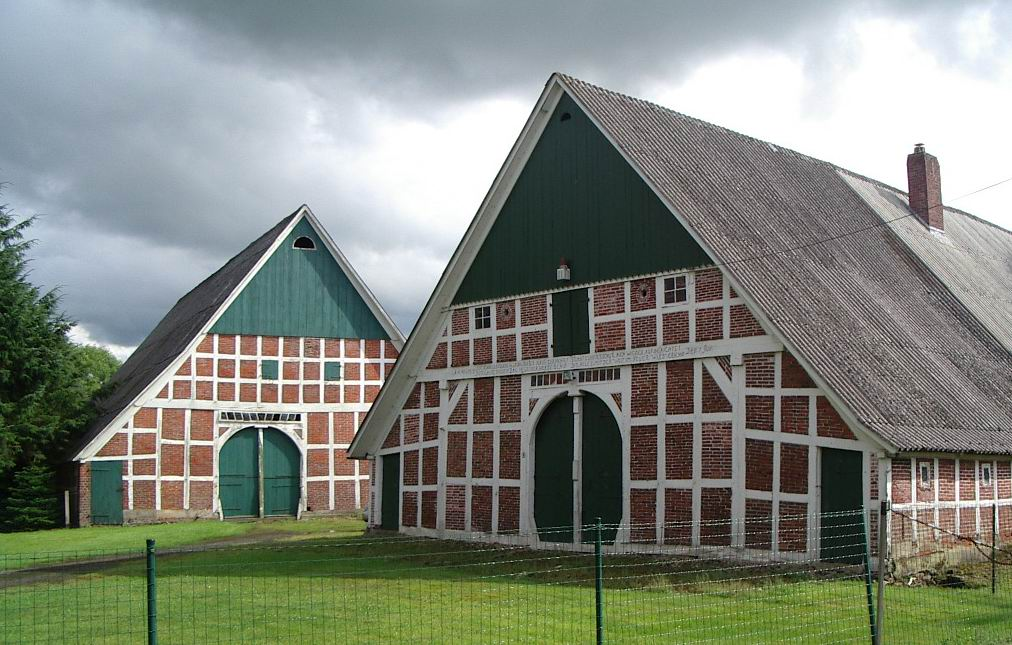
Hofanlage Otterndorfer Straße 8

Die Nähe zur Elbmündung und zur Nordsee bringen die Gefahr mit sich, dass im Falle eines Deichbruchs bei einer Sturmflut das maximal 1 m ü. NHN liegende Gemeindegebiet zu weiten Teilen überflutet sein wird. Ein mögliches Szenario wird im Artikel Glameyer-Stack beschrieben.
Die Wilster hat ihre Quelle in Nordleda, die bis zu ihrer Mündung in die Medem zahlreiche Wetterungen aufnimmt. Der Ort besitzt zudem ausgedehnte Agrarflächen und das Naturschutzgebiet Aßbütteler Moor.

### Gemeindegliederung
Nordleda besteht aus den folgenden Ortsteilen:
1. Fresenhörne
2. Heringskoop
3. Kampen
4. Mittelteil
5. Neuer Weg
6. Oberwettern
7. Osterende
8. Westerende

### Nachbargemeinden
| Lüdingworth (Stadt Cuxhaven) | Lüdingworth (Stadt Cuxhaven)                |              |
|                              | Kompassrose, die auf Nachbargemeinden zeigt | Neuenkirchen |
| Wanna                        |                                             | Ihlienworth  |

(Quelle:)

## Geschichte

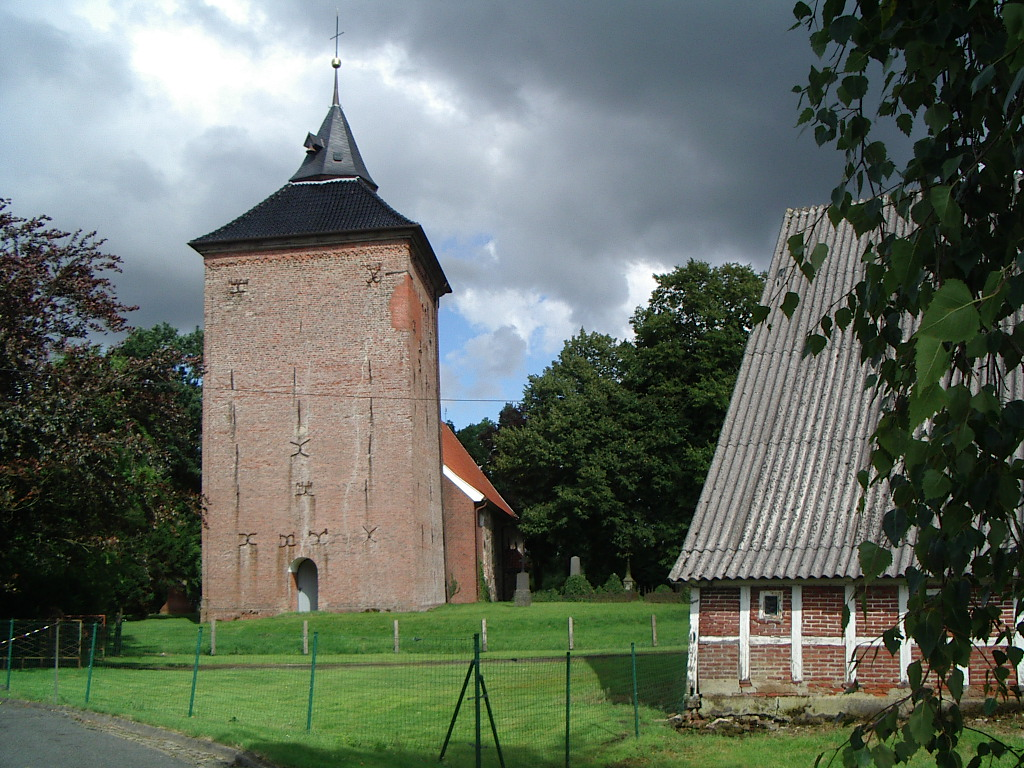
Turm der St.-Nicolai-Kirche

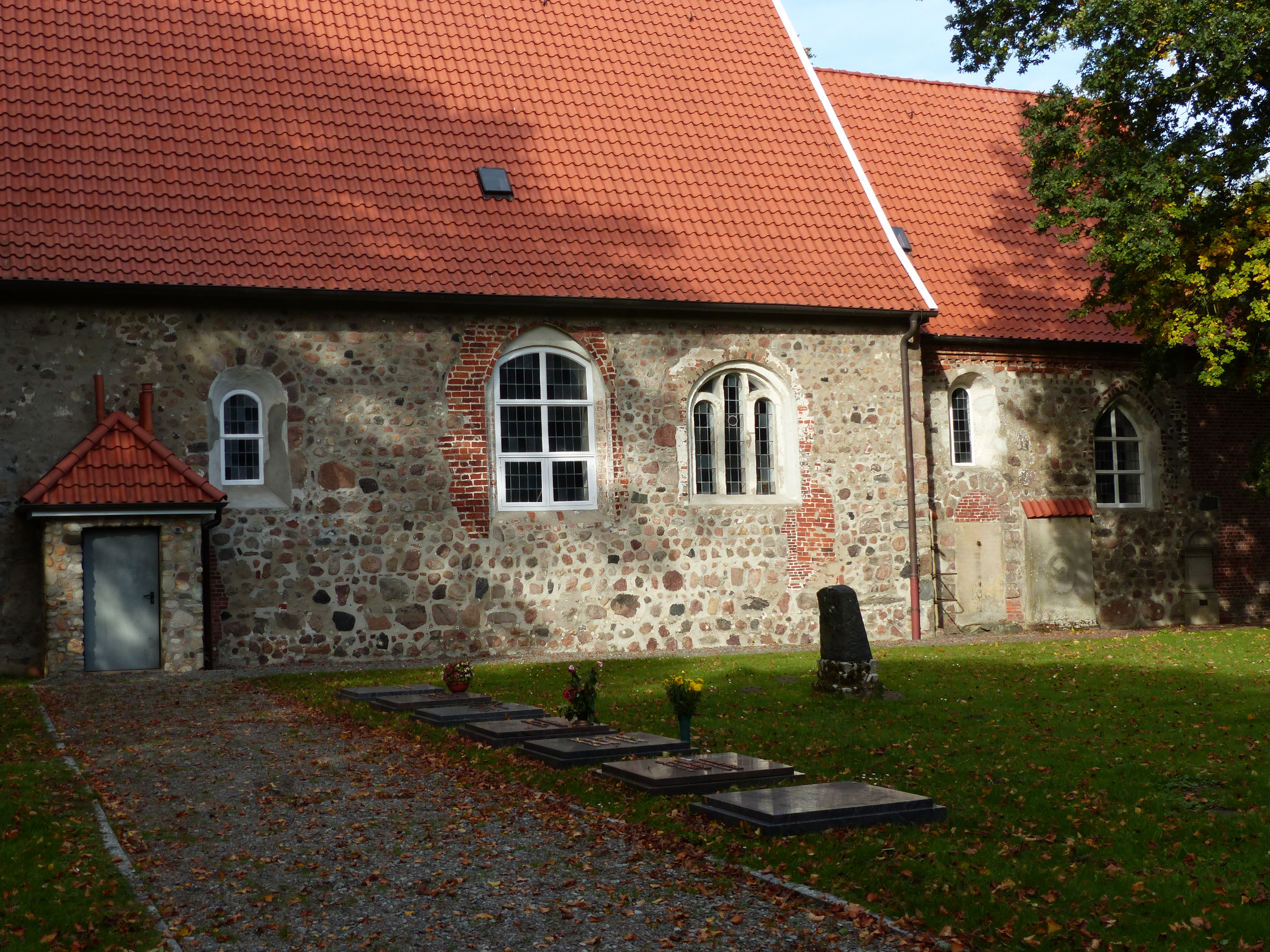
Zu verschiedenen Zeiten erneuerte Fenster der Nicolaikirche

### Ersterwähnung
Nordleda wurde erstmals 1312 urkundlich erwähnt, ist aber älter, denn die dem Heiligen Nikolaus geweihte Kirche wurde bereits um 1200 errichtet.

### Einwohnerentwicklung
| Jahr | Einwohner | Quelle      |
| ---- | --------- | ----------- |
| 1910 | 1104      | [ 3 ]       |
| 1925 | 1020      | [ 4 ]       |
| 1933 | 1011      | [ 4 ]       |
| 1939 | 0938      | [ 4 ]       |
| 1950 | 1687      | [ 5 ]       |
| 1956 | 1345      | [ 5 ]       |
| 1961 | 01270 ¹   | [ 6 ] [ 7 ] |
| 1968 | 01235 ³   |             |
| 1970 | 01226 ²   | [ 6 ] [ 7 ] |
| 1973 | 1214      | [ 8 ]       |

| Jahr | Einwohner | Quelle |
| ---- | --------- | ------ |
| 1975 | 1225 ³    | [ 9 ]  |
| 1980 | 1183 ³    | [ 9 ]  |
| 1985 | 1193 ³    | [ 9 ]  |
| 1990 | 1176 ³    | [ 9 ]  |
| 1995 | 1143 ³    | [ 9 ]  |
| 2000 | 1211 ³    | [ 9 ]  |
| 2005 | 1175 ³    | [ 9 ]  |
| 2010 | 1138 ³    | [ 9 ]  |
| 2015 | 1084 ³    | [ 9 ]  |
| 2020 | 1045 ³    | [ 9 ]  |

¹ Volkszählung vom 6. Juni

² Volkszählung vom 27. Mai

³ jeweils zum 31. Dezember
|  |

## Politik

### Gemeinderat
Der Rat der Gemeinde Nordleda besteht aus elf Ratsfrauen und Ratsherren. Dies ist die festgelegte Anzahl für die Mitgliedsgemeinde einer Samtgemeinde mit einer Einwohnerzahl zwischen 1.001 und 2.000 Einwohnern. Die Ratsmitglieder werden durch eine Kommunalwahl für jeweils fünf Jahre gewählt. Die aktuelle Amtszeit begann am 1. November 2021 und endet am 31. Oktober 2026.
Die letzten Kommunalwahlen ergaben direkt nach der Wahl die folgende Sitzverteilung:
| Kommunalwahl | CDU         | SPD         | Grüne      | FDP        | Gesamt   |
| ------------ | ----------- | ----------- | ---------- | ---------- | -------- |
| 2021         | 6           | 3           | 1          | 1          | 11 Sitze |
| 2016         | 7 (58,97 %) | 3 (28,67 %) | 1 (9,51 %) | 0 (2,83 %) | 11 Sitze |
| 2011         | 6 (56,22 %) | 4 (36,31 %) | 1 (7,45 %) | –          | 11 Sitze |

### Bürgermeister
Der Gemeinderat wählte das Gemeinderatsmitglied Uwe Blohm (CDU) zum ehrenamtlichen Bürgermeister für die aktuelle Wahlperiode. Seine Stellvertreter sind Daniel Postmus (CDU) und Uwe Haase (SPD).

### Wappen
Der Entwurf des Kommunalwappens von Nordleda stammt von dem Heraldiker und Wappenmaler Albert de Badrihaye, der zahlreiche Wappen im Landkreis Cuxhaven erschaffen hat. Das Wappen wurde im Jahre 1938 von dem Rat der Gemeinde Nordleda beschlossen.
| Wappen von Nordleda | Blasonierung: „In Rot über grünem, mit einem silbernen Wellenbalken belegten Schildfuß ein silberner Sparren, von drei silbernen Sternen begleitet (2 : 1).“ |
| Wappen von Nordleda | Wappenbegründung: Der im grünen Schildfuß sichtbare Fluss, soll einen Hinweis auf die Entstehung der Gemeinde Nordleda geben. Die dortigen ersten Siedlungen entstanden an dem natürlichen Wasserweg der alten Lee (Leh). Der Sparren mit den drei Sternen im oberen Wappenteil ist das Lappesche Wappen. In alten Chroniken werden die Lappes als erste und angesehenste Sippe Nordledas erwähnt, die bei der Ansiedelung hervorragend beteiligt waren. Ein Ritter Konrad Lappe hatte 1342 das Patronat über die St.-Nicolai-Kirche in Nordleda. Ein Wölke Lappe fiel vor Nordleda nach dem Fall Ritzebüttels im Jahre 1395. |

### Flagge
|  | 00Hissflagge: „Die Flagge ist weiß-rot geteilt mit dem aufgelegten Wappen in der Mitte.“ |

## Kultur und Sehenswürdigkeiten
Bauwerke
- St.-Nicolai-Kirche

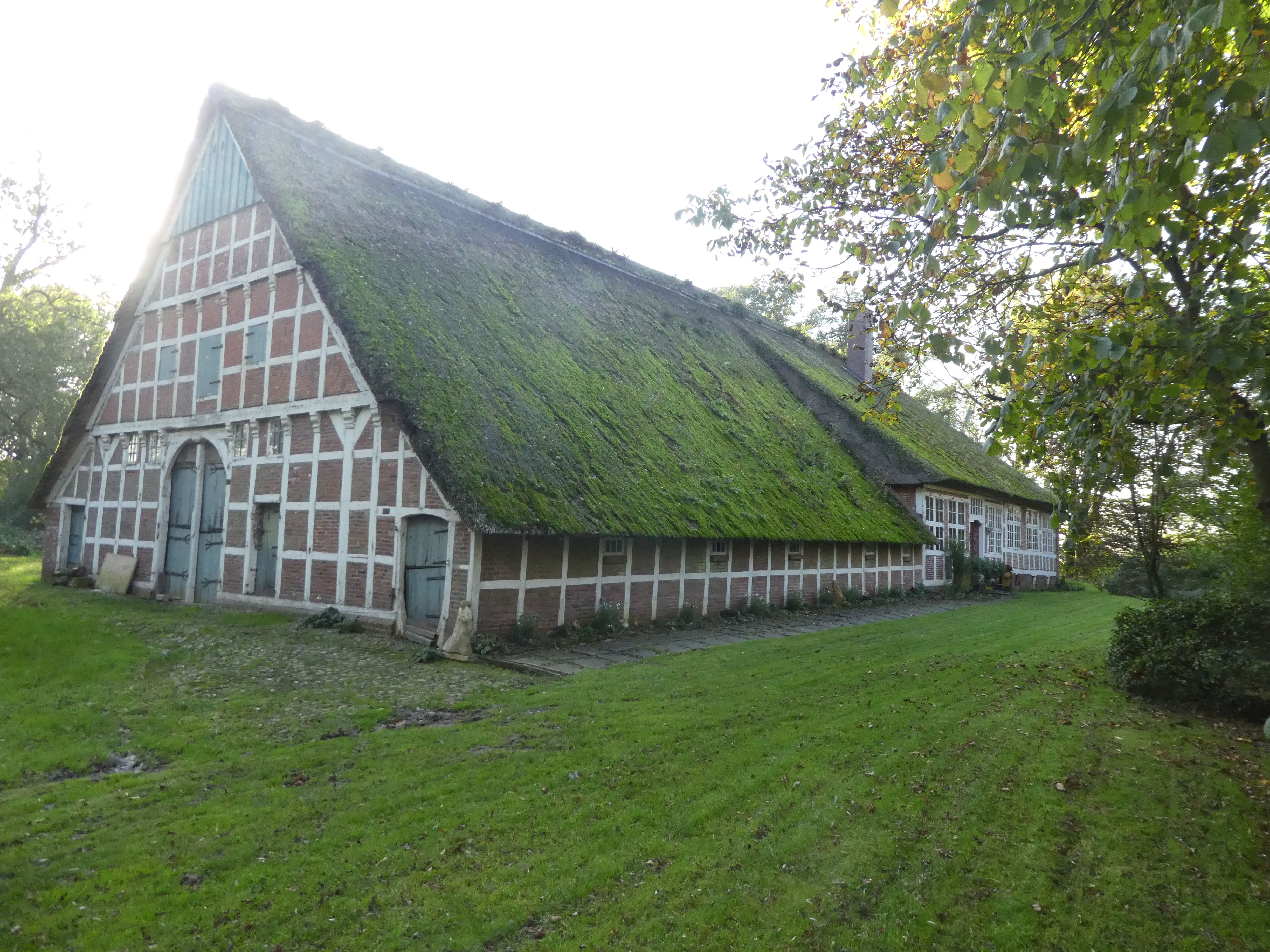
Wohn- und Wirtschaftsgebäude Cuxhavener Straße 31 (Klosterhof)

- Schöpfwerk an der Otterndorfer Straße
- Wohn- und Wirtschaftsgebäude Cuxhavener Straße 31 von 1575 (Klosterhof seit 1855), großes Zweiständer-Hallenhaus in Fachwerk
- Hofanlage Otterndorfer Straße 8 von 1763
- Hadler Sagenweg: Auf 32 Stationen werden auf einem Radweg die Sagen aus Land Hadeln dargestellt

## Wirtschaft und Infrastruktur

### Verkehr

#### Straßen
Nordleda hat keine große verkehrstechnische Bedeutung. Es führt keine Fernverkehrsstraße durch die Gemeinde. Die Landesstraße 118 durchquert den Ort und verbindet Langen mit Wanna, Neuenkirchen und Otterndorf.

#### ÖPNV
Nordleda wird durch die Autobuslinie 528 an Otterndorf und Bremerhaven angebunden.

## Persönlichkeiten

### Söhne und Töchter der Gemeinde
- Elisabeth Juliane Maria Pape (1814–1890), Schriftstellerin und Heimatdichterin
- Heinrich Rüther (1866–1954), lutherischer Geistlicher und Heimatforscher
- Eduard Rüther (1871–1941), Historiker und Gymnasiallehrer
- Jürgen Tern (1909–1975), Journalist, Publizist und politischer Kommentator
- Werner Schröder (1924–2019), Theologe, Regionalbischof des Sprengels Ostfriesland
- Uwe Biester (* 1948), Kommunalpolitiker und Mitglied des Niedersächsischen Landtags

### Personen, die mit der Gemeinde in Verbindung stehen
- Samuel Christian Pape (1774–1817), Schriftsteller, Dichter und evangelischer Theologe
- Ernst Röver (1857–1923), Orgelbauer
- Hanns-Christoph Becker von Sothen (1916–1980), Botschafter, er wurde auf dem Friedhof von Nordleda beigesetzt
- Chris Trautmann (* 1964), Übersetzer und Schriftsteller

## Sagen und Legenden
- Die Geistermesse in Nordleda
- Das Zauberbuch
- Der schwarze Rock
- Die weiße Jungfrau in Campen
- Der Hexenhof in Nordleda
- Latten Tamm
- Fresenhörn

(Quelle:)